# Bisbat de Gikongoro
L'Bisbat de Gikongoro  (francès: Diocèse de Gikongoro; llatí: Dioecesis Gikongoroensis) és un bisbat de l'Església catòlica pertanyent a Ruanda, sufragani de l'arquebisbat de Kigali. En 2012 comptava 293.000 batejats sobre 666.000 habitants. El bisbe és Célestin Hazikimana.

## Territori
La diòcesi comprèn els districtes de Nyamagabe i Nyaruguru de la nova província del Sud de Ruanda.
La seu episcopal es troba a Gikongoro, on s'hi troba la catedral de Notre-Dame de la Sagesse.
El territori s'estén sobre 2.057 km² i es divideix en 13 parròquies.

## Història
La diòcesi erigida el 30 de març de 1992 amb la butlla Tantis quidem del papa Joan Pau II, arrabassant-li el territori al 'bisbat de Butare.
El 29 de juny de 2001 la Santa Seu ha fet pública la notícia que el bisbe de Gikongoro Augustin Misago, havia donat la seva aprovació definitiva al reconeixement i a la consegüent devoció de les aparicions de Kibeho, que es remunten al període comprès entre 1981 i 1989.

## Llista de bisbes
- Augustin Misago † (30 març 1992 - 12 març 2012 mort)
- Philippe Rukamba (28 maig 2012 - 26 novembre 2014) (amministrador apostòlic)
- Célestin Hazikimana, des del 26 de novembre 2014

## Estadístiques
A finals del 2006, la diòcesi tenia 293.000 batejats sobre una població de 666.000 persones, equivalent al 44,0 % del total.
| any  | població | població | població | sacerdots | sacerdots       | sacerdots       | sacerdots             | diaques | religiosos | religiosos | parròquies |
| ---- | -------- | -------- | -------- | --------- | --------------- | --------------- | --------------------- | ------- | ---------- | ---------- | ---------- |
| any  | batejats | total    | %        | total     | clergat secular | clergat regular | batejats por sacerdot | diaques | homes      | dones      |            |
| 1999 | 152.744  | 465.174  | 32,8     | 15        | 10              | 5               | 10.182                |         | 5          | 31         | 9          |
| 2000 | 186.118  | 546.227  | 34,1     | 20        | 15              | 5               | 9.305                 |         | 5          | 21         | 9          |
| 2001 | 163.888  | 469.260  | 34,9     | 18        | 13              | 5               | 9.104                 |         | 5          | 33         | 9          |
| 2002 | 215.503  | 501.043  | 43,0     | 18        | 13              | 5               | 11.972                |         | 5          | 31         | 10         |
| 2003 | 222.704  | 523.424  | 42,5     | 19        | 16              | 3               | 11.721                |         | 3          | 36         | 10         |
| 2004 | 228.991  | 537.580  | 42,6     | 22        | 17              | 5               | 10.408                |         | 5          | 36         | 10         |
| 2006 | 249.889  | 570.000  | 43,8     | 23        | 16              | 7               | 10.864                |         | 7          | 39         | 10         |
| 2013 | 293.000  | 666.000  | 44,0     | 37        | 32              | 5               | 7.918                 |         | 6          | 81         | 13         |